# U-596
| U-596 | U-596 | U-596 |
| --- | --- | --- |
| U 596 | | |
| | | |
| Зображення підводного човна підтипу VIIC                                                                     | | |
| Верф | Blohm + Voss, Гамбург | Blohm + Voss, Гамбург |
| Під прапором                                                                                                 | Третій Рейх | Третій Рейх |
| Належність                                                                                                   | Крігсмаріне | Крігсмаріне |
| Порт приписки                                                                                                | Кіль, Берген, Сен-Назер, Ла-Спеція, Пола, Саламін | Кіль, Берген, Сен-Назер, Ла-Спеція, Пола, Саламін |
| Замовлення                                                                                                   | 16 січня 1940 | 16 січня 1940 |
| Закладений                                                                                                   | 4 січня 1941 | 4 січня 1941 |
| Спуск на воду                                                                                                | 17 вересня 1941 | 17 вересня 1941 |
| Введений до складу флоту                                                                                     | 13 листопада 1941 | 13 листопада 1941 |
| На службі | 1941—1944 | 1941—1944 |
| Загибель | 30 вересня 1944 року затоплений у затоці Скарамангас після серйозних пошкоджень, спричинених ударами американських бомбардувальників 24 вересня на ВМБ Саламін | 30 вересня 1944 року затоплений у затоці Скарамангас після серйозних пошкоджень, спричинених ударами американських бомбардувальників 24 вересня на ВМБ Саламін |
| Сучасний статус                                                                                              | знищений | знищений |
| Бойовий досвід                                                                                               | Друга світова війна Битва за Атлантику Битва на Середземному морі                                                                                              | Друга світова війна Битва за Атлантику Битва на Середземному морі                                                                                              |
| Проєкт | | |
| Тип ПЧ | середній торпедний ДПЧ | середній торпедний ДПЧ |
| Вартість | 4 714 000 ℛℳ | 4 714 000 ℛℳ |
| Основні характеристики                                                                                       | | |
| Швидкість (надводна)                                                                                         | 17,9 вузла | 17,9 вузла |
| Швидкість (підводна)                                                                                         | 8 вузлів | 8 вузлів |
| Робоча глибина занурення                                                                                     | 100 м | 100 м |
| Гранична глибина занурення                                                                                   | 220 м | 220 м |
| Автономність плавання                                                                                        | 135—174 км на швидкості 4 вузли (в підводному положенні) 11 470 км на швидкості 10 вузлів (у надводному положенні)                                             | 135—174 км на швидкості 4 вузли (в підводному положенні) 11 470 км на швидкості 10 вузлів (у надводному положенні)                                             |
| Екіпаж | 44—60 осіб | 44—60 осіб |
| Розміри | | |
| Довжина найбільша (по КВЛ)                                                                                   | 67,1 м | 67,1 м |
| Ширина корпусу найб.                                                                                         | 6,2 м | 6,2 м |
| Висота | 9,6 м | 9,6 м |
| Середня осадка (по КВЛ)                                                                                      | 4,74 м | 4,74 м |
| Водотоннажність надводна                                                                                     | 769 т | 769 т |
| Силова установка                                                                                             | | |
| дизель-електрична; 2 дизельних двигуни MAN M 6 V 40/46, 2 електродвигуни Siemens-Schuckert-Werke GU 343/38-8 | | |
| Гвинти | 2 | 2 |
| Потужність                                                                                                   | 2800—3200 к.с. (дизелі) 750 к.с. (електродвигуни) | 2800—3200 к.с. (дизелі) 750 к.с. (електродвигуни) |
| Озброєння | | |
| Артилерія | 1 × 88-мм палубна гармата SK C/35 | 1 × 88-мм палубна гармата SK C/35 |
| Торпедно- мінне озброєння                                                                                    | 4 носових і один кормовий ТА 14 торпед або 26 мін TMA | 4 носових і один кормовий ТА 14 торпед або 26 мін TMA |
| ППО | 1 × 37-мм зенітна гармата Flak M42 2 × 20-мм зенітні гармати FlaK 30                                                                                           | 1 × 37-мм зенітна гармата Flak M42 2 × 20-мм зенітні гармати FlaK 30                                                                                           |

U-596 — німецький середній підводний човен типу VIIC, що входив до складу Військово-морських сил Третього Рейху за часів Другої світової війни. Закладений 25 серпня 1940 року на верфі № 572 компанії Blohm + Voss у Гамбурзі. Спущений на воду 17 вересня 1941 року. 13 листопада 1941 року корабель увійшов до складу 8-ї навчальної флотилії ПЧ ВМС нацистської Німеччини.

## Історія
U-596 належав до німецьких підводних човнів типу VIIC, найчисельнішого типу субмарин Третього Рейху, яких випущено 703 одиниці. Службу розпочав у складі 8-ї навчальної флотилії ПЧ. 1 липня 1942 року продовжив службу в бойовому складі 3-ї флотилії ПЧ, а 19 листопада 1942 року переведений до 29-ї флотилії ПЧ Крігсмаріне.
З серпня 1942 до серпня 1944 року U-596 здійснив 12 бойових походи в Атлантичний океан та в Середземне море, в яких провів 296 днів. За цей час човен потопив 12 транспортних суден, сумарною водотоннажністю 41 411 GRT і один військовий корабель (246 т), а також спричинив пошкодження 2 суднам (14 180 GRT).
30 вересня 1944 року U-596 був затоплений екіпажем у затоці поблизу узбережжя грецького містечка Скарамангас після серйозних пошкоджень, спричинених ударами бомбардувальників 15-ї американської повітряної армії при авіанальоті 24 вересня на ВМБ Саламін.

## Командири
- Капітан-лейтенант Гюнтер Ян (13 листопада 1941 — 27 липня 1943)
- Оберлейтенант-цур-зее Віктор-Вільгельм Нонн (28 липня 1943 — липень 1944)
- Оберлейтенант-цур-зее Ганс Кольбус (липень — 8 вересня 1944)

## Перелік уражених U-596 суден у бойових походах
| №                                                               | Дата            | Командир ПЧ                 | Назва              | Тип                         | Належність                              | Водотоннажність (брт) | Вантаж                                                         | Конвой        | Результат та координати                                                | Наслідки атаки для екіпажу     | Прим.                             |
| --------------------------------------------------------------- | --------------- | --------------------------- | ------------------ | --------------------------- | --------------------------------------- | --------------------- | -------------------------------------------------------------- | ------------- | ---------------------------------------------------------------------- | ------------------------------ | --------------------------------- |
| Перший похід (08.05—03.10.1942, 57 діб; Берген—Сен-Назер)       |                 |                             |                    |                             |                                         |                       |                                                                |               |                                                                        |                                |                                   |
| 1                                                               | 16 серпня 1942  | Kptlt. Гюнтер Ян            | Suecia             | суховантажне судно          | Швеція                                  | 4 966                 | Генеральні вантажі, включаючи сталь, фосфати, тютюн і целюлозу | Конвой SC 95  | потоплено 55°43′ пн. ш. 25°58′ зх. д. / 55.717° пн. ш. 25.967° зх. д.  | 47 (9 загинули та 38 вижили)   |                                   |
| 2                                                               | 20 вересня 1942 | Kptlt. Гюнтер Ян            | Empire Hartebeeste | суховантажне судно          | Велика Британія                         | 5 676                 | 4000 т сталі, 1000 т консервів, 70 т лісу та 2000 т вантажівок | Конвой SC 100 | потоплено 56°20′ пн. ш. 38°10′ зх. д. / 56.333° пн. ш. 38.167° зх. д.  | 46 (усі вижили)                |                                   |
| Третій похід (27.01—16.02.1943, 21 доба; Ла-Спеція—Ла-Спеція)   |                 | Kptlt. Гюнтер Ян            |                    |                             |                                         |                       |                                                                |               |                                                                        |                                |                                   |
| 3                                                               | 7 лютого 1943   | Kptlt. Гюнтер Ян            | HMS LCI(L)-162     | малий десантний корабель    | Військово-морські сили Великої Британії | 246                   |                                                                |               | потоплений 36°21′ пн. ш. 00°18′ сх. д. / 36.350° пн. ш. 0.300° сх. д.  | 25 (18 загинули та 7 вижили)   | транспортний засіб класу LCI(L)-1 |
| Четвертий похід (28.02—12.03.1943, 13 діб; Ла-Спеція—Ла-Спеція) |                 | Kptlt. Гюнтер Ян            |                    |                             |                                         |                       |                                                                |               |                                                                        |                                |                                   |
| 4                                                               | 9 березня 1943  | Kptlt. Гюнтер Ян            | Fort Norman        | суховантажне судно          | Велика Британія                         | 7 133                 | військове майно                                                | Конвой KMS 10 | пошкоджено 36°51′ пн. ш. 01°09′ сх. д. / 36.850° пн. ш. 1.150° сх. д.  | 60 (усі вижили)                |                                   |
| 5                                                               | 9 березня 1943  | Kptlt. Гюнтер Ян            | Empire Standard    | суховантажне судно          | Велика Британія                         | 7 047                 | військове майно                                                | Конвой KMS 10 | пошкоджено 36°51′ пн. ш. 01°09′ сх. д. / 36.850° пн. ш. 1.150° сх. д.  | 68 (усі вижили)                |                                   |
| П'ятий похід (23.03—15.04.1943, 24 доби; Ла-Спеція—Ла-Спеція)   |                 | Kptlt. Гюнтер Ян            |                    |                             |                                         |                       |                                                                |               |                                                                        |                                |                                   |
| 6                                                               | 30 березня 1943 | Kptlt. Гюнтер Ян            | Hallanger          | танкер                      | Норвегія                                | 9 551                 | баласт і 1000 т мазуту                                         | Конвой ET 16  | потоплений 36°55′ пн. ш. 01°39′ сх. д. / 36.917° пн. ш. 1.650° сх. д.  | 44 (усі вижили)                |                                   |
| 7                                                               | 30 березня 1943 | Kptlt. Гюнтер Ян            | Fort a la Corne    | суховантажне судно          | Велика Британія                         | 7 133                 | баласт                                                         | Конвой ET 16  | потоплено 36°52′ пн. ш. 01°47′ сх. д. / 36.867° пн. ш. 1.783° сх. д.   | 54 (усі вижили)                |                                   |
| Сьомий похід (10.08—10.09.1943, 32 доби; Пола—Саламін)          |                 |                             |                    |                             |                                         |                       |                                                                |               |                                                                        |                                |                                   |
| 8                                                               | 20 серпня 1943  | Oblt. Віктор-Вільгельм Нонн | El Sayeda          | вітрильне судно             | Єгипет                                  | 68                    |                                                                |               | потоплено 32°25′ пн. ш. 34°40′ сх. д. / 32.417° пн. ш. 34.667° сх. д.  | ? (0 загиблих та ? вцілілих)   |                                   |
| 9                                                               | 21 серпня 1943  | Oblt. Віктор-Вільгельм Нонн | Panikos            | вітрильне судно             | Єгипет                                  | 21                    | Зерно і тютюн                                                  |               | потоплено 33°42′ пн. ш. 34°43′ сх. д. / 33.700° пн. ш. 34.717° сх. д.  | ? (0 загиблих та ? вцілілих)   |                                   |
| 10                                                              | 21 серпня 1943  | Oblt. Віктор-Вільгельм Нонн | Namaz              | вітрильне судно             | Єгипет                                  | 50                    | олія                                                           |               | потоплено 33°42′ пн. ш. 34°43′ сх. д. / 33.700° пн. ш. 34.717° сх. д.  | ? (0 загиблих та ? вцілілих)   |                                   |
| 11                                                              | 21 серпня 1943  | Oblt. Віктор-Вільгельм Нонн | Lily               | вітрильне судно             | Британський мандат у Палестині          | 132                   |                                                                |               | потоплено 34°45′ пн. ш. 34°42′ сх. д. / 34.750° пн. ш. 34.700° сх. д.  | 11 (9 загинуло та 2 вціліли)   |                                   |
| 12                                                              | 30 серпня 1943  | Oblt. Віктор-Вільгельм Нонн | Nagwa              | вітрильне судно             | Єгипет                                  | 183                   |                                                                |               | потоплено 34°40′ пн. ш. 33°20′ сх. д. / 34.667° пн. ш. 33.333° сх. д.  | 10 (усі вижили)                |                                   |
| 13                                                              | 7 вересня 1943  | Oblt. Віктор-Вільгельм Нонн | Hamidieh           | вітрильне судно             | Єгипет                                  | 80                    | Газойль                                                        |               | потоплено 34°02′ пн. ш. 33°05′ сх. д. / 34.033° пн. ш. 33.083° сх. д.  | ? (0 загиблих та ? вцілілих)   |                                   |
| Восьмий похід (28.09—10.10.1943, 13 діб; Саламін—Пола)          |                 | Oblt. Віктор-Вільгельм Нонн |                    |                             |                                         |                       |                                                                |               |                                                                        |                                |                                   |
| 14                                                              | 4 жовтня 1943   | Oblt. Віктор-Вільгельм Нонн | Marit              | танкер                      | Норвегія                                | 5 542                 | 7000 т мазуту                                                  | Конвой XT 4   | потоплений 32°57′ пн. ш. 21°11′ сх. д. / 32.950° пн. ш. 21.183° сх. д. | 54 (2 загинули та 52 вижили)   |                                   |
| Дев'ятий похід (30.11—28.12.1943, 29 діб; Пола—Пола)            |                 | Oblt. Віктор-Вільгельм Нонн |                    |                             |                                         |                       |                                                                |               |                                                                        |                                |                                   |
| 15                                                              | 9 грудня 1943   | Oblt. Віктор-Вільгельм Нонн | Cap Padaran        | військове транспортне судно | Велика Британія                         | 8 009                 | баласт                                                         | Конвой HA 11  | потоплено 39°15′ пн. ш. 17°30′ сх. д. / 39.250° пн. ш. 17.500° сх. д.  | 197 (5 загинули та 192 вижили) |                                   |